# Helicophagus waandersii
Helicophagus waandersii är en fiskart som beskrevs av Bleeker, 1858. Helicophagus waandersii ingår i släktet Helicophagus och familjen Pangasiidae. Inga underarter finns listade i Catalogue of Life.